# 邓克明
邓克明（1906年—1983年），湖南省安化县人，中国人民解放军军事将领，中国人民解放军少将。

## 生平
1930年，邓克明参加中国工农红军，历任红三军团第8军4师3团连长、红3军团副营长、师侦察队队长、营长。参加反围剿和长征。到陕北后任红一军团第四师12团团长，参加直罗镇战役和山城堡战役。1937年3月入抗日军政大学学习。
抗日战争爆发后，任八路军115师343旅686团营长，参加平型关战斗。1938年起任东进抗日挺进纵队参谋长，鲁西黄河支队支队长，教导第4旅旅长兼湖西军分区司令员。1943年1月23日奉命从山东单县出发，5月23日到达延安，8月入延安中央党校学习。1945年4月，参加了中共第七次全国代表大会。1945年8月25日，随刘伯承、邓小平、陈毅、林彪、薄一波、陈赓、陈锡联、陈再道、张际春、滕代远、杨得志、肖劲光、邓华、宋时轮、李天佑、王近山、傅秋涛、黄春甫(江华)、聂鹤亭等乘坐美军运输机从延安飞抵黎城县长宁机场。率领冀鲁豫军区第32团600人进入东北。
第二次国共内战时期，曾任吉林军区吉敦分区司令员兼警备第2旅旅长，东北野战军独立第6师师长，第四野战军43军156师师长，参加四平保卫战、长春围困战和辽沈战役、平津战役。1949年6月，任南昌市警备司令部副司令员，南昌军分区司令员。
1952年元月华南分局第一书记叶剑英找邓克明谈话，把组织部队去粤西发展橡胶生产任务交给邓克明。邓克明从一五六师抽了一批干部，带师直教导队与警卫营，1952年2月5日赶到湛江。华南垦殖总局由叶剑英兼任局长，邓克明任副局长还兼政治部主任，并担任林业工程部队司令员，下辖两个师和一个独立团。
1953年1月，中央军委任命邓克明为江西军区副司令员，1953年8月，邓克明到南昌接任。1955年3月，升任江西军区司令员，1955年6月14日，中共中央批准邓克明为中共江西省委常委。 1961年6月10日，中央军委任命邓克明为福州军区副司令员兼江西省军区司令员。1963年12月，免去兼江西省军区司令员职务。1964年4月，邓克明离南昌赴福州军区接任副司令员，直到1977年12月中央军委批准他离休。

## 荣誉
获二级八一勋章、一级独立自由勋章、一级解放勋章。

## 延伸阅读
[在维基数据编辑]